# ドイツの市外局番

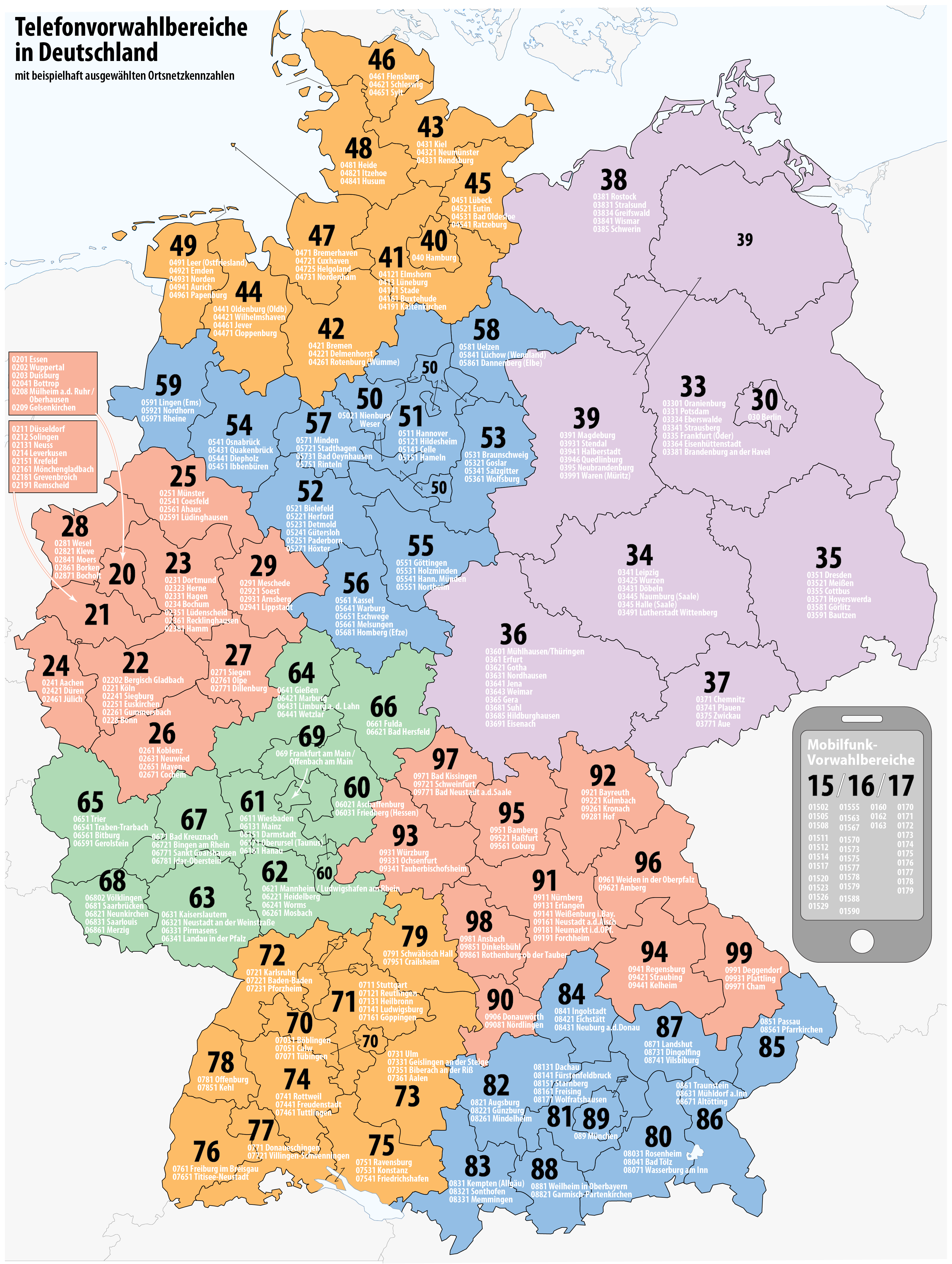
ドイツの地域ごと市外局番1桁目

ドイツの市外局番（Telefonvorwahlnummern in Deutschland）では、ドイツ連邦共和国における電話の市外局番について記述する。
他の多く国と同様、ドイツの電話番号は1桁目が国内プレフィックスの「0」で、2桁目からが市外局番である。桁数は可変で、2桁～5桁である。

## 桁数
ベルリン「(0)30」、ハンブルク「(0)40」、フランクフルト「(0)69」、ミュンヘン「(0)89」の4都市が最短の2桁である。
以前は最長4桁だったが、ドイツ再統一にともない国番号も統一（東ドイツの+37が廃止され西ドイツの+49に編入）されたため、旧東ドイツの市外局番の先頭（0の次）に3が追加され、最長5桁になった。

## 市外局番1桁目の一覧
(0)2…から(0)9…までが地域ごとの市外局番である。
- (0)0：国際電話
- (0)1：移動体通信等
- (0)2：ノルトライン＝ヴェストファーレン州（北東部以外）、ラインラント＝プファルツ州（北部）、ヘッセン州（ディレンブルク地域）
- (0)3、ただし(0)32を除く：旧東ドイツ（メクレンブルク＝フォアポンメルン州、ベルリン、ブランデンブルク州、ザクセン＝アンハルト州、ザクセン自由州、テューリンゲン自由州、ニーダーザクセン州（アムト・ノイハウス））
- (0)32：IP電話用の加入者番号（Nationale Teilnehmerrufnummern）
- (0)4：シュレースヴィヒ＝ホルシュタイン州、ハンブルク、ブレーメン、ニーダーザクセン州（沿岸部）
- (0)5：ノルトライン＝ヴェストファーレン州（北東部）、ニーダーザクセン州（中部、南部）、ヘッセン州（北部）
- (0)6：ザールラント州、ラインラント＝プファルツ州（中部、北部）、ヘッセン州（中部、東部、南部）、バーデン＝ヴュルテンベルク州（マンハイム・ハイデルベルク地域）、バイエルン自由州（アシャッフェンブルク地域）
- (0)7、ただし(0)700を除く：バーデン＝ヴュルテンベルク州、南プファルツ、バイエルン自由州（ノイウルム地域）
- (0)700：UPT（Universal Personal Telecommunications）用
- (0)8、ただし(0)800を除く：南部バイエルン
- (0)800：フリーダイヤル
- (0)9：北部バイエルン、バーデン＝ヴュルテンベルク州（ヴェルトハイム）、ヘッセン州（カルバッハレーン、ゼックマウアーンオーデンヴァルト）
- (0)900：付加価値サービス（ダイヤルQ2）。1997年、それまで使用されていた市外局番(0)9002～(0)9009が、(0)9070～(0)9099のうちの空いている番号に変更され、(0)900が空けられた。